# Bianca Jagger
Bianca Jagger, född Bianca Pérez-Mora Macías 2 maj 1945 i Managua, Nicaragua, är känd för att ha varit gift med Mick Jagger, men också för sin aktivism.
Hon var gift med Mick Jagger mellan 1971 och 1978. Tillsammans har de dottern Jade Jagger. Under 1970- och början av 1980-talet var hon främst uppmärksammad för sitt festande, bland annat känd för att ha ridit in på diskoteket Studio 54 i New York på en vit häst. Under 1980-talet blev hon istället känd för sitt engagemang till försvar för den sandinistiska regimen i Nicaragua.